# イヴ
イヴ（Eve、ヘブライ語: חַוָּה Ḥawwāh、ハヴァ、アラビア語: حواء, Ḥawwāʾ, ハウワー、ギリシア語: Ευά、エウア（エヴァ））は、旧約聖書において、人（アダム）の妻として彼の肋骨から神が創造した女性に、人（アダム）が付けた名。なお、キリスト教新共同訳聖書並びに口語訳聖書においては「エバ」と表記されている女性の名の異称である。ユダヤ教、キリスト教、イスラム教で重要な人物とされている。彼女は蛇の誘惑に負け、神の命令に逆らって善悪を知る木の果実をアダムとともに食べてしまった。その結果、彼女達はエデンの園を追放され、原罪を受けた。

## 名前と起源
イヴという名前は、「呼吸をする」という意味のchavah（ハヴァ）や「生きる」という意味のchayah（ハヤー）に由来する。彼女の名前は、エバとして、旧約聖書に2度、新約聖書に2度、カトリック教会と正教会の旧約聖書続編（または第二正典）に1度しか登場しない。ヘブライ語では、子音で「ヘット（無声軟口蓋摩擦音）・ヴァヴ（軟口蓋接近音）・ヘー」と綴り、「חוה」と表記する。なお、ヘブライ語の「חוה」には農場の意味がある。
歴史的に、後期青銅器時代にエルサレムで信仰され、アマルナ文書の中にも登場するフルリ人の女神Kheba（ヘバ）に由来すると見られてきた。Khebaの名前はさらにキシュ第3王朝を統治した最初の王Kubauに由来するとも指摘されている。またアーシラトの紀元前1世紀頃の別名は、アラム語でChawatやHawwahというが、英語ではEveにあたる。
イヴは聖書で最初に言及される女性であり、彼女にイヴと名付けたのはアダムである。イヴはアダムとともにエデンの園に住んでいたが、聖書では、その間アダムは神の下で働いていたと記述されている。しかし最終的には堕罪によって2人は楽園を追放された。
ティンダルの翻訳によると、イヴというのはアダムが獣につけた名前で、彼の妻の名前はヘウアと呼ばれた。
エバ、エヴァ、或いはイヴ、イブ（英: Eve に由来する）という読みはギリシャ語に翻訳された際のΕυά（エウア）に由来する。
イヴは聖人ではないが、中世頃より伝統的に、ドイツ、オランダ、ハンガリー、スカンジナビア、エストニア等では、12月24日にアダムとイヴの聖名祝日が祝われている。

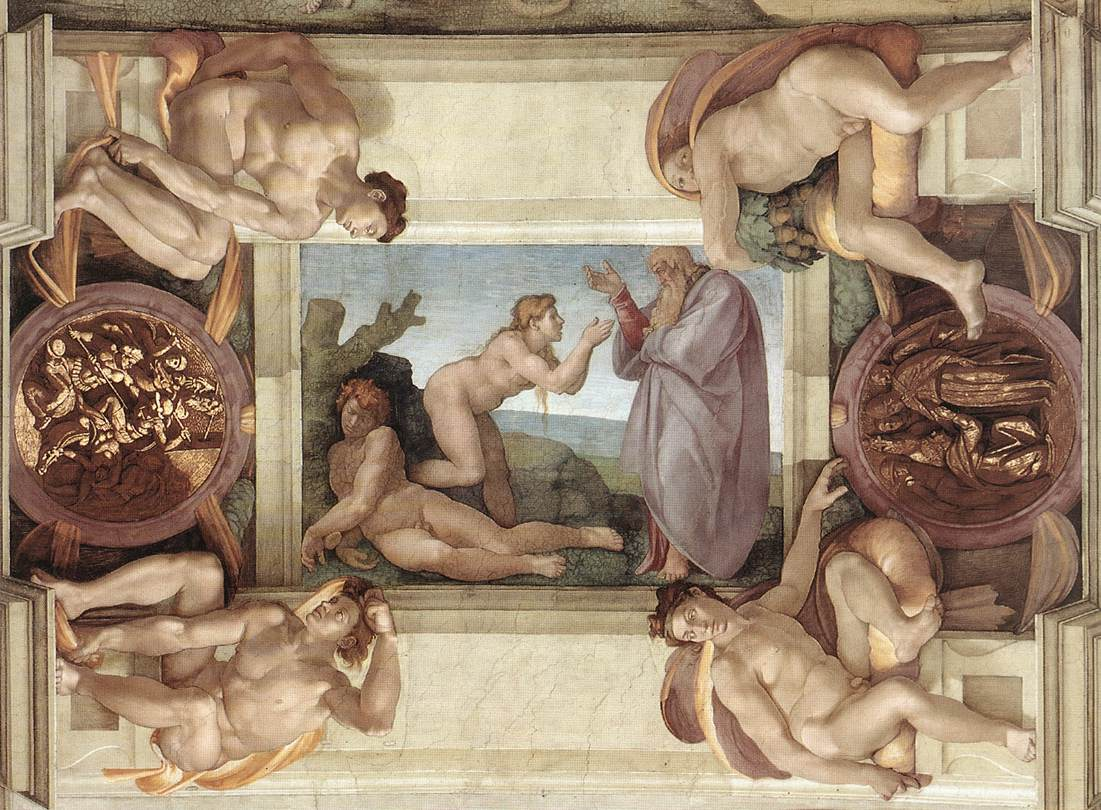
ミケランジェロ・ブオナローティによるイヴの創造を描いたシスティーナ礼拝堂天井画

### イヴの創造
イヴはエデンの園でアダムの妻として作られた。神は「人が独りでいるのは良くない。彼に合う助ける者を造ろう。」(創世記2-18)と決意した。創世記2章21-22節では次のように述べられている。

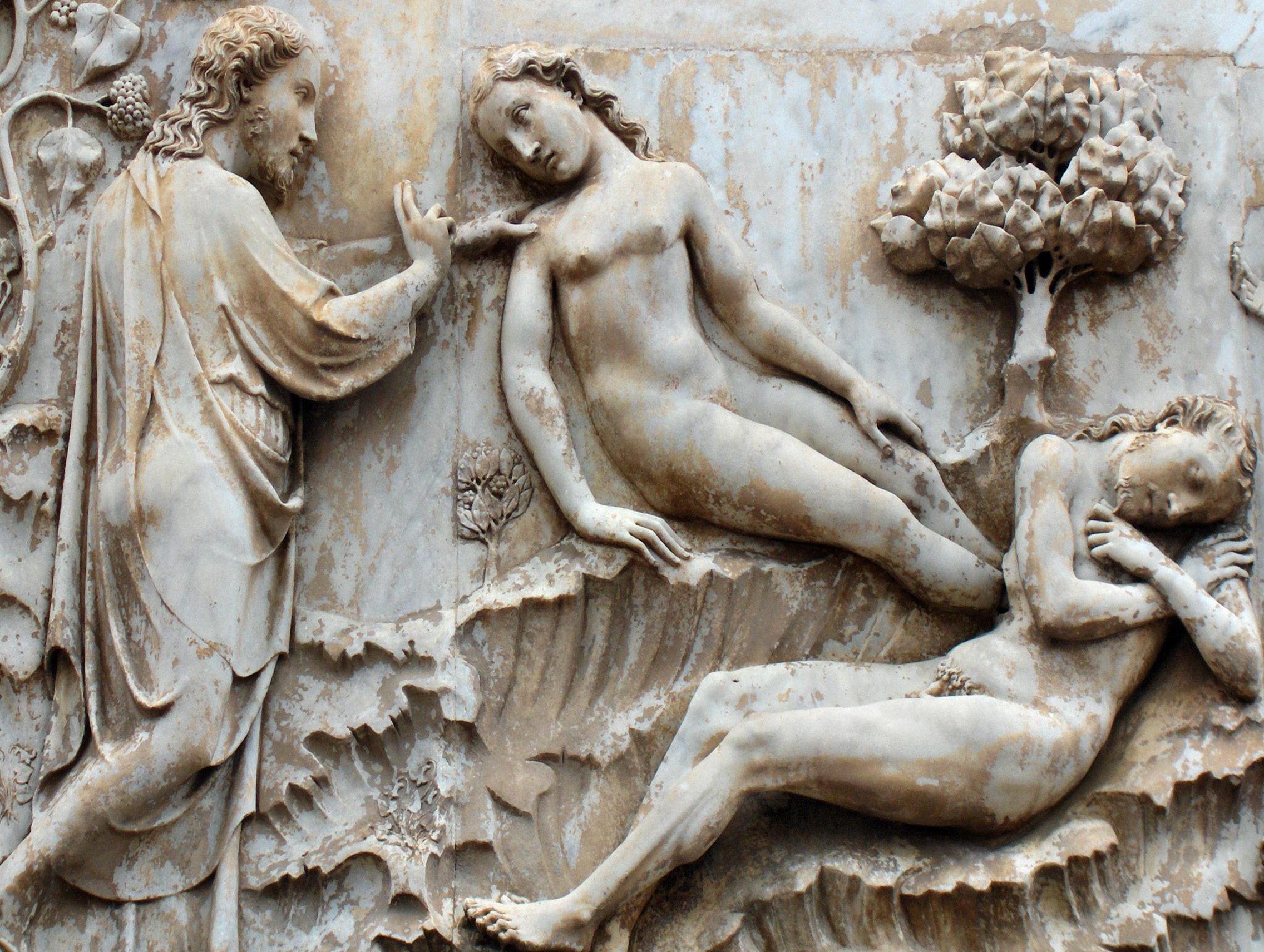
ロレンツォ・マイターニによるイヴの創造を描いたイタリアのオルヴィエートの大聖堂にある大理石のレリーフ

「神はアダムを深く眠らせ、アダムは眠った。神は彼の肋骨を1本取り、そこを肉で塞いだ。そして神はアダムから取った肋骨で女性を作り、彼女をアダムの元に遣わせた。」
イヴは、トビト記(viii, 8; Sept., viii, 6)でも言及されており、ここでは単にイヴはアダムの手伝いとして与えられたと述べられている。

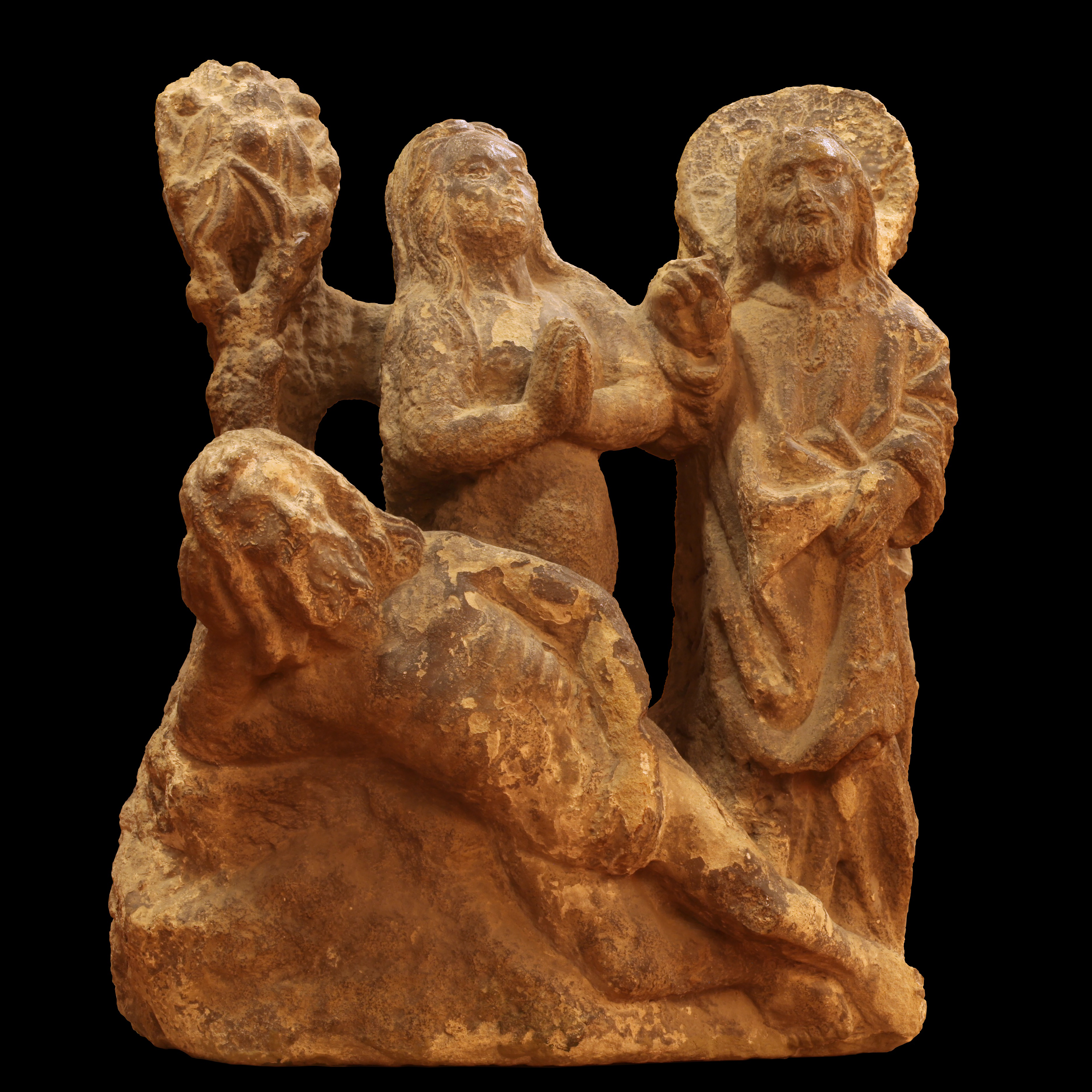
1505年頃のMontbenonで出土した彫刻

6世紀に、東方からヨーロッパに伝わったイスラエルの書物『ベン・シラのアルファベット』によると、イヴではなくリリスがアダムと同時に同じ塵から作られ、アダムの最初の妻となったとされている。さらにリリスは平等を要求し、性交時にアダムの下になることを拒否したと記述されている。アダムが彼女を自分の下にしようとすると、彼女はエデンから空に逃亡し、そこで悪魔と性交して妊娠し、1日に100人以上の子を産んだ。神は3人の天使を遣わせ、天使は彼女がアダムの元に帰ることを拒否すれば子供を殺すと脅した。しかしリリスは拒否したため、神はアダムの肋骨からイヴを作り、アダムの後妻とした。

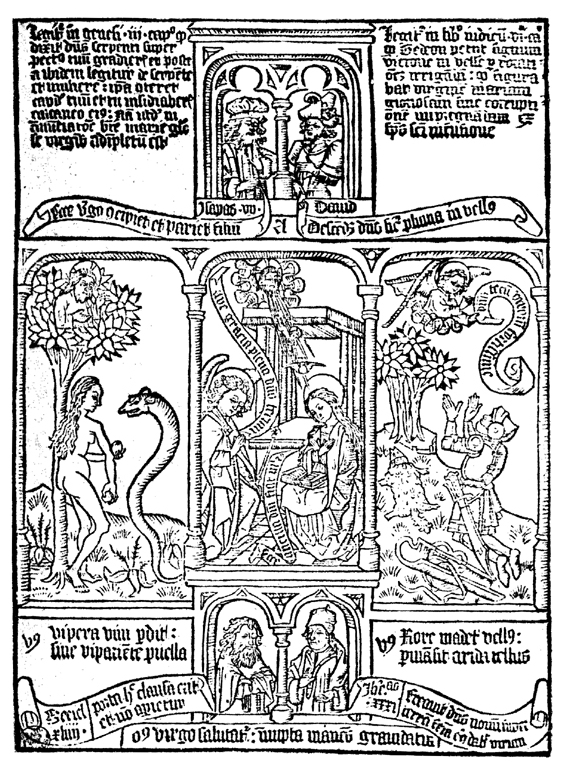
イヴと蛇を描いた聖書の挿絵

解剖学的に男女の肋骨の数は同じ24本である。この事実は1524年にフラマン人の解剖学者アンドレアス・ヴェサリウスによって指摘され、創世記の記述と矛盾するために大きな議論を巻き起こした。
この話のモチーフとして、女神ニンフルサグがディルムンの中に野菜や果物が繁るエディヌという美しい庭園を造ったとするシュメール神話を起源としているという主張もある。ニンフルサグは夫のエンキに野生動物の制御と庭園の手入れを担当させたが、エンキは庭園と手伝いのアルリムについて知りたがった。アルリムは7つの植物を選んでエンキに差し出し、エンキはそれらを食べた。このことでニンフルサグが激怒し、彼女はエンキを病気にした。エンキは肋骨に痛みを感じたが、シュメール語で"ti"は「肋骨」と「生命」の両方を意味する。別の神がニンフルサグをなだめ、怒りは収まった。ニンフルサグはエンキを治療するためにニンティという女神を作った。"Nin"は「女」という意味で、"Ninti"は「肋骨の女」または「生命の女」という意味である。ニンフルサグは全ての生物の母として知られ、イヴと同じ位置を占める。この話はアダムの肋骨からのイヴの創造の話と重なっているが、「肋骨」と「生命」が同じ単語で表されるのはシュメール語のみである。

### 誘惑、堕落、園からの追放

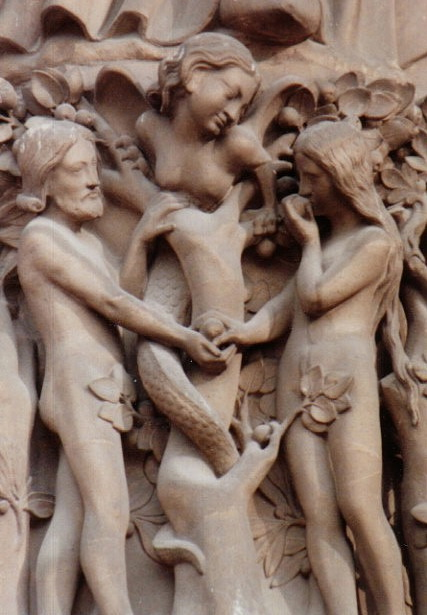
アダムとイヴと蛇を描いたノートルダム聖堂の入り口にあるレリーフ

蛇は女性に、木の果実を食べても死なないことを告げた。「あなたが食べると、あなたの目は開き、善悪を知って神のようになれる。」それで女性は食べ、男性にも渡し、男性も食べた。「すると2人の目は開き、彼らは自分が裸であることを知った。彼らはいちじくの葉を縫って下部を覆った。」男性と女性は神から隠れ、男性は果実を渡したことで女性を非難し、女性は蛇を非難した。神は蛇を呪い、「おまえの一生の毎日、腹で進め、塵を食べろ。」と言った。女性には子供を産むこととそれに伴う痛みの罰を与えて男性に服従させ、「おまえの望みはおまえの夫のものだ。そして彼はおまえを支配する。」と言った。そしてアダムには人生を通した労働の罰を与え、「顔に汗をかくことで、地面に戻るまでパンを食べることが出来る。」と言った。男は妻をイヴと名付けた。「なぜなら彼女は全ての生物の母だからだ。」
「見よ。」と神は言った。「男性は善悪を知る我々の1人のようになった。」神は2人をエデンの園から追放し、「彼が命の木にも手を伸ばして食べ、永遠の生命を得るといけないから。」エデンの園の門は智天使と炎の剣によって閉ざされた。

## 人類の母としてのイヴ
聖書によると、アダムとともに厳罰を受けたことで、イヴ（と彼女の後に続く女性）は出産の苦労という罰を受け、夫の支配下に置かれることになった。初期の反フェミニズムは、女性に対する性教育は神の罰に反するものだと主張した。信者は全ての人類はイヴの子孫だと信じていたが、イヴ以降の人間は女性から生まれるのにイヴのみが男性から生まれたことで、彼女を特別視していた。アダムとイヴはカインとアベルという2人の子供を作った。カインは農業、アベルは牧畜業を営んだ。彼らが神に初めての献げ物をした時、その関係に亀裂が入る。神はアベルの献げ物のみにしか目を留めず嫉妬したカインは、アベルを殺害する。イヴは現在の全ての人類の祖先であるノアの祖先となるセトを産んだ。

## 各宗教におけるイヴ

### ユダヤ教
古代においてさえ、互いに矛盾する2つの記述があった。1つは『創世記』1章27節の「神(Elohim)は自分のかたちに人を創造された。すなわち、神のかたちに創造し、男と女とに創造された。」（Vayivra Elohim et-ha'adam betsalmo betselem
Elohim bara oto zachar unekevah bara otam.)というもので、男女が同時に創造されたことが暗示されていると解釈される。もう1つは、『創世記』2章18節のアダムが孤独だったため、神がアダムの肋骨からイヴを作ったという記述である。この矛盾を解決するため、中世のラビはイヴと『創世記』1章27節に登場する最初の女性は別人であるという解釈を示した。
『ミドラーシュ』や	『ベン・シラのアルファベット』では、この女性はアダムの下の位置での性交を嫌がり逃げたため、アダムは孤独になってしまったとされている。この最初の女性の名前は『ミドラーシュ』ではリリスとされ、他では夜の悪魔として描かれる。
『ベン・シラのアルファベット』ではさらに、リリスの後でイヴの前に作られたアダムの3番目の妻がいたと書かれている。この名前のない妻は、アダムと同様に「地面の塵」から作られたとされるが、アダムは彼女に近づこうとしなかった。また、彼女は無から作られ、神は最初に骨格、次に内臓、最後に肉を作ったとも言われている。
聖書には、アダムとイヴがエデンの園にどれくらいの期間留まっていたかについては明らかにしていない。しかしヨベル書第3章33節では、彼らは創造から8年目の4か月目の新月の日に追放されたと記述されている。他のユダヤ教の書物では、1日に満たなかったと述べているものもある。追放されてすぐ、イヴは最初の子供を生み、その後2番目の子供を産んだ。彼らはそれぞれカインとアベルと名付けられた。
"male and female He created them"という文の別の解釈では、神がアダムをもともと雌雄同体として作ったというものである。神は後にアダムとイヴを分離させ、2つに分かれた魂を結合させるために2人を一緒にすることを思いついた。
アダムの3人の子であるカイン、アベル、セトの名前は『創世記』にはっきり書かれているが、5章4節では、その他にも息子や娘がいたと述べられている。『ヨベル書』では、長女アワンと、カイン、アベル、セト、その他9人の兄とアワンの後に生まれた次女アズラの名前が書かれている。『ヨベル書』ではさらに、後にカインはアワンとセトはアズラと結婚したと書かれている。しかし『創世記注解』やその他の文献によると、カインにはLebudaという双子の姉妹、アベルにはQelimathという双子の姉妹がいたと書かれている。『アダムとイヴとサタンの対立』では、カインの双子の姉妹はルルワ、アベルの双子の姉妹はアクレミアという名前になっている。
他の偽典では、エデンの園の外での生活がより詳細に描かれている。特に『アダムとエバの生涯』（『モーセの黙示録』）は、エデンの園の外での彼らの生活の記述だけから構成されている。一般的に、ユダヤ教におけるイヴの罪は、子供を産む義務から外れた女性に何が起こるかの例として用いられる。
ユダヤ教では伝統的に、イヴはヘブロンのマクペラの洞穴に葬られたと信じられている。

### キリスト教
キリスト教ではイヴはしばしば性的誘惑の例として用いられるが、ユダヤ教ではこの役割はリリスが担っているため、見られない特徴である。さらにイヴを誘惑した蛇はサタンと解釈されることが多いが、『モーセ五書』では触れられていない。この主題を扱った書物は、ギリシア、ローマ、スラボニア、シリア、アルメニア、アラビア等にある。それらは間違いなくユダヤ教にまで遡っているが、現在に伝わる形では全体がキリスト教化されている。最も古く、ほとんどの部分がユダヤ教に基づくのはPrimary Adam Literatureである。その他に、『アダムとイヴとサタンの対立』やシリア語の『宝の洞窟』がある。

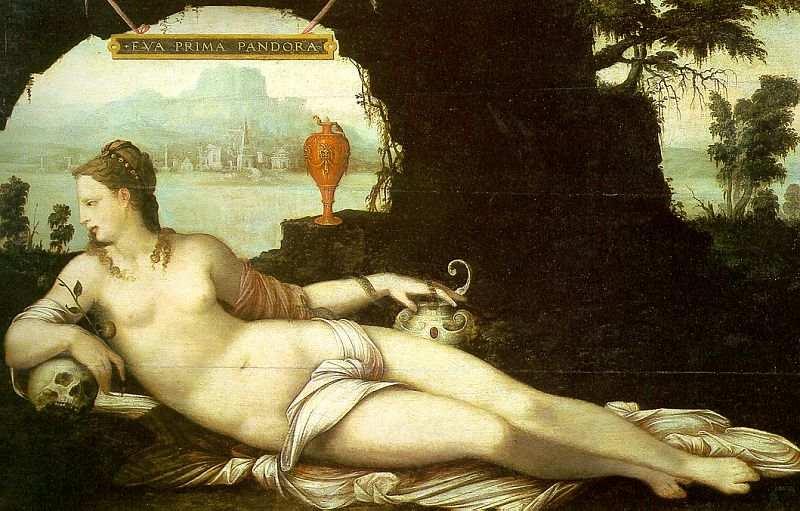
ジャン・クーザン父（Jean Cousin） エヴァ・プリマ・パンドラ ルーブル美術館 1550年

イヴはアダムに生命の木の実を食べるよう唆したため、初期の教父は彼女やそれに続く女性を最初の罪人とし、特に堕罪はイヴの罪によるものとした。彼女はまた「悪魔の槍」、「不道徳の道」、「サソリの針」、「嘘の娘」、「地獄の監視員」、「平和の敵」、「最も危険な野獣」等とも呼ばれた。2世紀初頭にテルトゥリアヌスは女性の聴衆に対し、「お前は悪魔の門だ。」と言ったと言い、続けて全ての女性はキリストの死に対する責任があるからだと説明したという。このように、イヴは世界に悪魔を放ったギリシア神話のパンドラと同等と見なされている。
エレーヌ・ペイゲルスによると、アウグスティヌスは、人間を原罪に繋がる堕罪に永遠に怯える者と捉える自身の独特の見方を、イヴの罪のせいにしたと伝えられる。
キリスト教絵画におけるイヴは、その大部分がアダムを誘惑する女として描かれるが、ルネッサンス期にはさらに、エデンの園の蛇もイヴと同じ女性の顔を持って描かれることがしばしばあった。
1人の男性に1人の女性が与えられるアダムとイヴの話では、一夫一婦制が示唆されているという主張もある。
ルター派の教会では、イヴはアダムと共に12月19日を聖人暦として祝われる。

### グノーシス主義
グノーシス主義では、イヴはまた別の役割を与えられている。例えば、彼女はしばしば至高の女性的位相が実体化したバルベーローと見なされている。このように、彼女は知恵、神の言葉の創造者とされている。別の文献では、生命と同一視されていることもある。『アルコーンの本質』等では、Pistis Sophiaはイヴの娘でセトの妻のノーレアと同一視されている。
このようなグノーシス主義の信仰のため、女性は男性と平等と考えられ、予言者、教師、伝道者、信仰治療師、司祭、そしてさらに主教等に就いて尊敬されている。

### イスラム教
クルアーンではイヴの名前は出てこないが、アダムの配偶者として登場する。イスラム教では伝統的に彼女のことを、同じ語源のحواء (Hawwāʾ、ハッワー)と読んでいる。アダムの配偶者についての言及は、スーラ2の30-39節、スーラ7の11-25節、スーラ15の26-42節、スーラ17の61-65節、スーラ18の50-51節、スーラ20の110-124節、スーラ38の71-85節に登場する。
クルアーンやハディースに含まれるアダムとイヴの物語は、聖書のものとは異なる。クルアーンでは、アダムとイヴが等しく罪を負う。クルアーンでは、イヴがアダムを誘惑して食べさせたとは書かれておらず、彼より先に食べたとさえ書かれていない。アダムとイヴが罪を犯し、神に許しを請うと神は両者を許したと書かれているだけである。イスラム教では、通常原罪が存在するとは考えられていない。
イスラム教では伝統的に、イヴはサウジアラビアのジッダにある「イヴの墓」に葬られていると信じられている。

### 一次資料
- Genesis ii.7-iii.23
- Paulinus Minorita, Compendium

### 二次資料
- Pamela Norris (1998) "The Story of Eve" (MacMillan Books)
- Elaine Pagels (1989) "Adam, Eve and the Serpent" (Vintage Books)